# Flughafen Santa Marta

i7
i11
i13
Der Flughafen Santa Marta oder Internationale Flughafen Simón Bolívar (Spanisch: Aeropuerto Internacional Simón Bolívar) (IATA-Code: SMR, ICAO-Code: SKSM) ist ein Flughafen 14 km südlich von Santa Marta, im Departamento Magdalena in Kolumbien. Er befindet sich auf 7 m Seehöhe.

## Geschichte
Der Flughafen wurde 1949 eröffnet. Er wird seit Dezember 2007 als „international“ eingestuft. Von 2015 bis 2018 wurde er mit einem Aufwand 109 Mio. Dollar renoviert und erweitert, die Landebahn wurde ausgebaut und ein neues Terminal errichtet. Nach der Renovierung umfasst der Flughafen eine Fläche von 154 ha (zuvor 62 ha). Der Flughafen hat eine Asphaltpiste mit 1700 m Länge und 30 m Breite, die Landebahn liegt direkt am Wasser.

## Flugbetrieb
Betreiber des Flughafens ist Aeropuertos de Oriente S.A.S, ein kolumbianischer Infrastruktur-Aktienfonds.
Im Jahr 2021 wurden 19.473 Flugbewegungen gezählt und es wurden 2,5 Mio. Passagiere befördert.
Im Jahre 2022 waren Avianca, Copa Airlines, LATAM, Ultra Air, Viva Air Colombia und Wingo die wichtigsten Fluggesellschaften auf dem Flughafen.

## Zwischenfälle
- Am 16. Oktober 2022 rollte eine Cirrus Vision SF50 mit der Registrierung HK-5342 über die Landebahn hinaus, durchbrach den Flughafenzaun, überquerte die Straße und prallte gegen einen Baum im Norden des als „Playa Dormida“ bekannten Strandes. Alle Insassen des Flugzeugs überlebten mit leichten Verletzungen. Es gab einen Toten und fünf Verletzte. Flugunfalldaten und -bericht Cirrus SF50 Vision Jet G2  im Aviation Safety Network (englisch), abgerufen am 26. März 2023.